# Chiesa di San Pietro (Collecchio)
La chiesa di San Pietro è un luogo di culto cattolico dalle forme barocche situato in via Nazionale a Ozzano Taro, frazione di Collecchio, in provincia e diocesi di Parma; è sede di una parrocchia compresa nella zona pastorale della Pedemontana.

## Storia
Il luogo di culto originario fu costruito in epoca medievale; la più antica testimonianza della sua esistenza risale al 7 novembre 1141, quando la cappella di Azano fu citata in una bolla del papa Innocenzo II tra i beni di cui il pontefice confermò il possesso ai canonici del capitolo della Cattedrale di Parma.
Nel 1230 l'Ecclesie S. Petri de Azano fu menzionata nel Capitulum seu Rotulus Decimarum della diocesi di Parma tra le dipendenze dirette del capitolo, pur trovandosi all'interno del territorio amministrato dalla pieve di Fornovo.
Nel 1564 la chiesa fu elevata a sede parrocchiale autonoma, con diritto di nomina dei parroci conteso tra i canonici del capitolo e il vescovo di Parma; la controversia si risolse solo il 29 maggio 1605, grazie all'intervento del papa Paolo V.
Agli inizi del XVIII secolo il tempio cadde in rovina; tra il 1750 e il 1756 fu quindi completamente ricostruito in stile barocco.
Nel 1964 gli interni furono modificati e restaurati; in adiacenza alla chiesa furono inoltre edificate la canonica e la casa della gioventù.

## Descrizione

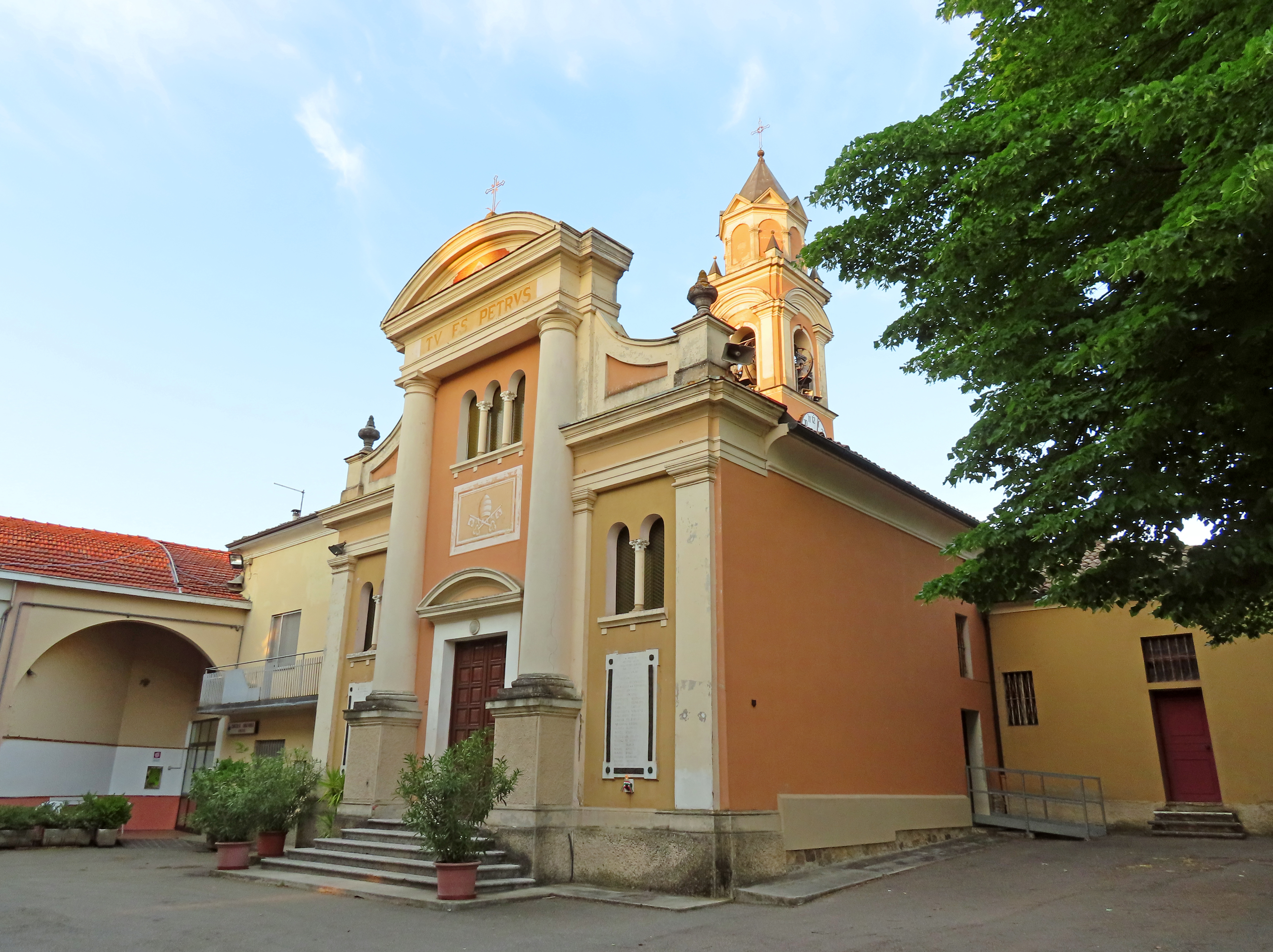
Facciata e lato sud

La chiesa si sviluppa su un impianto a tre navate affiancate da una cappella per lato, con ingresso a ovest e presbiterio absidato a est.
La simmetrica facciata a salienti, interamente intonacata, è tripartita verticalmente da lesene coronate da capitelli dorici. Nel mezzo è collocato l'ampio portale d'ingresso, delimitato da una cornice e sormontato da un frontone curvilineo; più in alto si trova una trifora scandita da colonnine, mentre a coronamento si eleva sopra alla trabeazione un frontone curvilineo. Ai lati si aprono centralmente due bifore; in sommità si allungano due volute, che alle estremità si concludono in due pilastrini coronati da vasi.
In adiacenza ai prospetti laterali si ergono la casa della gioventù e la canonica. Sul retro si innalza il campanile a base quadrata; la cella campanaria si affaccia sulle quattro fronti attraverso monofore ad arco a tutto sesto, delimitate da lesene doriche e sormontate da frontoni circolari spezzati; in sommità si staglia una lanterna a pianta ottagonale, con spigoli decorati con lesene binate; a coronamento si innalza una guglia a pianta ottagonale.
All'interno la navata centrale, coperta da una serie di volte a crociera dipinte, è separata dalle laterali attraverso ampie arcate a tutto sesto, rette da pilastri ornati con lesene. Nella controfacciata è collocato un dipinto seicentesco raffigurante il Battesimo di Cristo.
Delle due cappelle, quella a destra ospita l'antico altare maggiore ligneo del 1780, mentre quella sinistra accoglie un altare risalente all'incirca al 1700, con ancona coeva.
Il presbiterio, lievemente sopraelevato, è chiuso superiormente da una cupola affrescata; l'ambiente accoglie l'altare maggiore ligneo dorato, aggiunto intorno al 1970; sul fondo l'abside, coperta dal catino dipinto, accoglie tra due finestroni la pala rappresentante la Madonna col Bambino e i santi Pietro e Giovanni Nepomuceno, realizzata da Pietro Rubini tra il 1755 e il 1756.
La chiesa conserva altre opere di pregio, tra cui un olio seicentesco ritraente la Madonna col Bambino e i santi Maddalena, Sebastiano, Antonio da Padova, Pietro e Rocco e un capitello risalente al XIV o XV secolo, oltre a una credenza e un trono processionale scolpiti da Cristoforo Ferrari nel 1755.